# Завтрак для чемпионов
«Завтрак для чемпионов, или Прощай, Чёрный понедельник!» (англ. Breakfast of Champions, or Goodbye Blue Monday) — роман Курта Воннегута. Опубликован в 1973 году.
В авторском предисловии Воннегут писал, что эта книга — его подарок самому себе к пятидесятилетию.
В 18 главе книги «Вербное воскресенье: автобиографический коллаж», «Сексуальная революция», Воннегут ставит оценки своим произведениям; «Завтрак для чемпионов» он оценил на 3 балла из 5 возможных.

## Сюжет
Действие романа-антиутопии происходит в вымышленном городе Мидлэнд-сити, в котором должно пройти вручение литературных премий. Центральный персонаж — сквозной герой романов Курта Воннегута, альтер эго автора писатель Килгор Траут.
Второй центральный герой — Двейн Гувер, респектабельный владелец фирмы по продаже «понтиаков», постепенно сходящий с ума. Виной тому явилась книга вышеобозначенного Килгора Траута «Теперь всё можно рассказать».

Вредные идеи Двейну Гуверу внушил Килгор Траут. Траут считал себя не только безвредным, но и невидимым. Мир так мало обращал на него внимания, что он считал себя уже покойником.
Он надеялся, что он покойник.
Но после встречи с Двейном он понял, что способен внушить своему ближнему идеи, которые превратят его в чудовище.
Вот суть самой вредной идеи, которую Траут внушил Двейну Гуверу. Всё на свете — роботы, все до единого, за исключением Двейна Гувера.
Из всех живых существ в мире один только Двейн Гувер мог думать, и чувствовать, и волноваться, и размышлять, и так далее. Никто, кроме него, не ведал, что такое боль. Ни у кого не было свободного выбора. Все остальные были полностью автоматизированными машинами и служили для того, чтобы стимулировать Двейна Гувера. Сам Двейн Гувер был новым видом живого существа — подопытным экземпляром, который испытывал Создатель вселенной.
Во всём мире только один Двейн обладал свободной волей.
Траут и не ожидал, что ему кто-нибудь поверит. Он изложил все эти вредные идеи в научно-фантастическом романе — оттуда их и вычитал Двейн Гувер. Траут слыхом не слыхал о Двейне Гувере, когда сочинял этот роман. Роман был предназначен для любого, кто его случайно откроет. Там просто-напросто говорилось первому встречному: «Эй! Знаешь что? Ты — единственное существо со свободной волей! Как тебе это нравится?» И так далее. Это был всего лишь tour de force (здесь: выдумка (франц.)). Это была jeu d’esprit (игра ума (франц.)).

Но Двейну эта идея отравила мозги.

## Стилистические особенности
Стиль повествования в романе таков, что кажется, будто автор рассказывает о людях существу с другой планеты, не имеющему представления о самых обычных вещах, таких, как яблоко, американский флаг, оружие или способ размножения людей. Это позволяет видеть всю абсурдность и жестокость человеческих поступков.

Пираты были белые. Люди, жившие на том континенте, куда явились эти пираты, были краснокожие. Когда на этом континенте началось рабовладение, рабами были чернокожие.
Всё дело было в цвете кожи.
Вот каким образом пиратам удавалось отбирать всё, что им было угодно и у кого угодно: у них были самые лучшие корабли на свете, и они были свирепее всех, и ещё у них был порох — так называлась смесь серы, угля и селитры. Они подносили огонь к этому, казалось бы, безобидному порошку, и он бурно превращался в газ. Газ выталкивал снаряды из металлических трубок со страшной силой и чудовищной скоростью. Эти снаряды запросто врезались в живое мясо и кости, так что пираты могли разрушить проводку, или вентиляцию, или канализацию внутри живого существа, даже если оно находилось очень далеко.
Но главным оружием пиратов была их способность ошеломлять людей: поначалу никому и в голову не приходило, что они такие бессердечные и жадные, а потом становилось поздно.

Автор вмешивается в действие и комментирует его, объявляет всё изображаемое плодом собственного вымысла, объясняет читателям мотивы того или иного повествовательного хода. В конце он вступает в прямой диалог с собственным персонажем Килгором Траутом.
Неотъемлемой частью романа являются многочисленные иллюстрации автора, выполненные чёрным фломастером в довольно примитивной манере.

## Экранизация
В 1999 году по роману был снят фильм. В роли Двейна Гувера снялся Брюс Уиллис.
В одном из эпизодов фильма на стене висит автопортрет Воннегута.